# Normandy Park
La ville de Normandy Park est située dans le comté de King, dans l’État de Washington, aux États-Unis. Sa population s’élevait à 6 335 habitants lors du recensement de 2010, estimée à 6 649 habitants en 2017.

## Histoire
Normandy Park  a été incorporée le 8 juin 1953.

## Démographie
| Groupe            | Normandy Park | Washington | États-Unis |
| ----------------- | ------------- | ---------- | ---------- |
| Blancs            | 86,4          | 77,3       | 72,4       |
| Asiatiques        | 5,9           | 7,2        | 4,8        |
| Métis             | 4,4           | 4,7        | 2,9        |
| Autres            | 1,3           | 5,2        | 6,2        |
| Amérindiens       | 0,9           | 1,5        | 0,9        |
| Afro-Américains   | 0,8           | 3,6        | 12,6       |
| Océaniens         | 0,3           | 0,6        | 0,2        |
| Total             | 100           | 100        | 100        |
|                   |               |            |            |
| Latino-Américains | 5,2           | 11,2       | 16,7       |

Selon l'American Community Survey, pour la période 2011-2015, 87,46 % de la population âgée de plus de 5 ans déclare parler anglais à la maison, alors que 4,82 % déclare parler l'espagnol, 1,38 % l'allemand, 1,03 % le japonais, 0,95 % le russe, 0,93 % le tagalog, 0,81 % le vietnamien, 0,67 % le français, 0,63 % une langue chinoise et 1,31 % une autre langue.

## Source
- (en) Cet article est partiellement ou en totalité issu de l’article de Wikipédia en anglais intitulé « Normandy Park, Washington » (voir la liste des auteurs).

1. ↑  (en) « Normandy Park, WA Population - Census 2010 and 2000 », sur censusviewer.com.
2. ↑  (en) « Population of Washington - Census 2010 and 2000 », sur censusviewer.com.
3. ↑  (en) « Language spoken at home by ability to speak english for the population 5 years and over », sur factfinder.census.gov.